# Liste des évêques de Comminges
Pour un article plus général, voir Diocèse de Comminges.

Carte du diocèse de Comminges en 1781

Cet article contient une liste des évêques de Comminges, une région naturelle de France au sud du département de la Haute-Garonne.
Deux évêques de Comminges sont devenus papes : Clément V et Innocent VIII.

## Évêques de Saint-Bertrand de Comminges

### VIesiècle
- Suavis 506-?
- Presidius 533-?
- Saint Affrique (ou Afric) 540-?
- Amelius Ier 549-?
- Rufin 584-588

### VIIIesiècle
- Abraham 788-?

### IXesiècle
- Involatus 879-?

### Xesiècle
- Oriol 980-?
- Bertrand Roger 990-?

### XIesiècle
- Pierre Ier 1003-?
- Arnaud Ier 1035-?
- Guillaume Ier 1040-1055
- Bernard II 1056-?
- Guillaume II 1068-1070
- Olger (ou Ulger)  1070-1073
- Saint Bertrand de Comminges  1073-1123

### XIIesiècle
- Roger de Nuro  1123?-1153 ?
- Arnaud Roger de Comminges 1153-1176, fils de Bernard Ier, comte de Comminges
- Arsius (ou Arsenius)  1179-1188
- Raymond Arnaud  1188-1205

### XIIIesiècle
- Sparegus (ou Sperague ou Hisparigus) 1205-1206, est évêque de Pampelune en 1212 puis archevêque de Tarragone en 1215[1].
- Adhémar du Châtel 1207-1209
- Garcias de Lorte 1210-1212
- Grimoard Ier de Lafaye 1212-1240
- Arnaud III Roger 1241-1260
- Guillaume III d'Audiran 1260-1263
- Bertrand II de Miramont 1263-1286
- Guillaume IV 1269-1274
- Bertrand III 1276-?
- Raymond II 1279-?
- Bertrand IV (Bertrand de Miremont) 1282-1285
- Bertrand de Got 1295-1299, puis pape Clément V

### XIVesiècle
- Guillaume V 1300-1300
- Boson de Salignac 1300-1315
- Pierre Vital de Millario 1317-1318
- Scot de Linières 1318-1325
- Guillaume de Cun 1325-1336
- Hugues I de Castillon 1336-1352
- Bertrand VI de Cosnac (ou Mertrans?)  1352-1374, cardinal en 1372
- Guillaume VII d'Espagne 1372-1382, précédemment évêque de Pamiers
- Amelius II de Lautrec (ou Amelie) 1384-1390, cardinal en 1385
- Menaud de Barbazan 1390-1421

### XVesiècle
- Pierre II de Foix, O.F.M. 1422-1437, cardinal en 1414
- Grimoard II (ou Grimoald)  ?-1442
- Arnaud-Raymond V d'Espagne 1446-1462
- Giovanni Battista Cybo-Tomasello 1462-1466, depuis pape Innocent VIII 1484-1492
- Jean-Baptiste de Foix 1466-1501

### XVIesiècle
- Gaillard de l'Hospital 1502-1515
- Jean II de Mauléon 1523-1551
- Jean III Bertrand 1555-1556
- Charles Ier Caraffa  1556-1560, cardinal (Henri II lui propose cet évêché, que probablement il refuse[2])
- Pierre III d'Albret 1561-1565 (en remerciement des services diplomatiques rendus aux rois de Navarre Antoine de Bourbon et Jeanne d'Albret)
- Charles de Bourbon 1569-1579, archevêque de Rouen.

### XVIIesiècle
- Urbain de Saint-Gelais de Lansac 1580-1613
- Gilles de Souvray 1614-1623
- Barthélemy de Donadieu de Griet 1625-1637 (lire également: François de Donadieu)
- Hugues II de Labatut 1640-1644
- Gilbert de Choiseul du Plessis Praslin 1644-1671
- Louis de Rechignevoisin de Guron 1671-1693
- Jean-François Brizay de Denonville 1693-1710

### XVIIIesiècle
- Olivier-Gabriel de Lubières du Bouchet 1710-1740
- Antoine de Lastic 1740-1763
  - Antoine Éléonor Léon Leclerc de Juigné : nommé le 16 novembre 1763[3], il refuse le siège épiscopal[4].
- Charles-Antoine-Gabriel d'Osmond de Médavy 1763-1785
- Antoine Eustache d'Osmond 1785-1807

## Note
1. ↑  Patrick de Latour, « Sparegus (1203-1206...), un évêque de Comminges improprement identifié », Revue de Comminges et des Pyrénées centrales,‎ janvier- juin 2019, pages 45 à 57.
2. ↑  Le clergé de France, ou tableau historique et chronologique des archevêques Par l'abbé Hugues Du Tems. Vol. 1, 1774. (pp. 473-474)
3. ↑  (en) « Archbishop Antoine-Eléonore-Léon Le Clerc de Juigné † », sur catholic-hierarchy.org (consulté le 11 décembre 2011).
4. ↑  « Juigné (Antoine-Éléonor-Léon Leclerc, comte de) », dans Adolphe Robert et Gaston Cougny, Dictionnaire des parlementaires français, Edgar Bourloton, 1889-1891 [détail de l’édition] [texte sur Sycomore]